# Pawlikowice (Neder-Silezië)
Pawlikowice (Duits: Pohlsdorf) is een dorp in de Poolse woiwodschap Neder-Silezië. De plaats maakt deel uit van de gemeente Chojnów.